# Мохаммед Дейф
Мохаммед Діаб Ібрагім Дейф (араб. محمد دياب إبراهيم المصري‎, відомий як Мохаммед Дейф або Абу Халід, нар. 12 серпня 1965) — командувач військовим крилом ісламістської організації ХАМАС (з 1996 року - по 2024), визнаної в ряді країн терористичною організацією. В Ізраїлі вважається одним із найнебезпечніших терористів, який особисто планував численні теракти проти мирних громадян.

## Біографія
Після серії терактів у 1996 році, коли за тиждень загинуло 58 мирних громадян, Дейф пішов у підпілля, і багато хто вважав, що він перебуває в Єгипті. Але через два роки, через тяжкий стан, у якому перебували палестинські бойові організації після ліквідації багатьох їхніх лідерів, Дейфу довелося знову зайнятися підготовкою терактів із сектору Газа.
7 жовтня 2023 року Мохаммед Дейф оголосив, що ХАМАС розпочав нову військову операцію проти Ізраїлю під назвою "Шторм Аль-Акса", у відповідь на напад Збройні сили Ізраїлю розпочали операцію "Залізні мечі".
Повідомляється, що після ударів ЦАХАЛу по Сектору Гази, Дейф втратив ногу і руку і прикутий до інвалідного візка.
20 травня 2024 року прокурор МКС Карім Хан запросив ордер на арешт Мухаммеда Дейфа.
13 липня 2024 року Повітряні сили Ізраїлю завдали удару по віллі родини Саламе, оскільки розвідка припускала, що Дейф там, після чого військові заявили, що Дейф став жертвою атаки, проте не змогли встановити, чи справді він був убитий. 1 серпня 2024 року ЦАХАЛ підтвердив, що удар 13 липня вбив Дейфа. Через два тижні після того, як ЦАХАЛ оголосив про своє підтвердження, ХАМАС заперечив, що Дейф був убитий. Високопоставлений чиновник ХАМАС Усама Хамданзаявив в інтерв'ю, що Дейф все ще живий.
У жовтні 2024 року ХАМАС знову назвав смерть Дейфа брехнею, опублікувавши заяву, в якій також заперечувалась смерть Ях'ї Сінвара Згодом ХАМАС визнав смерть Сінвара, не зробивши жодних додаткових коментарів щодо Дейфа.
21 листопада 2024 року МКС видав ордер на арешт Дейфа разом з прем’єр-міністром Ізраїлю Біньяміном Нетаньяху та колишнім міністром оборони Ізраїлю Йоавом  Ґаллантом.